# Phoque barbu
Erignathus barbatus
Genre
Espèce
Statut de conservation UICN

 LC  : Préoccupation mineure
Le phoque barbu (Erignathus barbatus) est une espèce de mammifères carnivores, de la famille des phocidés, la seule du genre Erignathus.

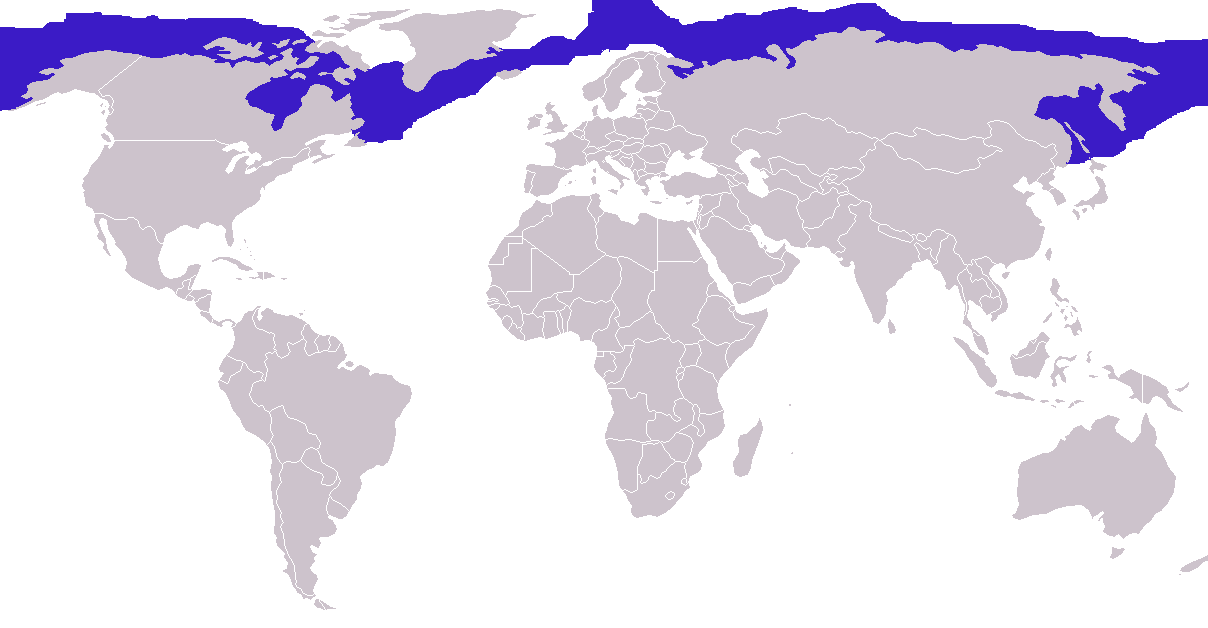
Répartition de l'espèce.

## Sous-espèces
Cette espèce est répartie en deux sous-espèces :
| Image | sous-espèces                                                         | Distribution                                                                                    |
| ----- | -------------------------------------------------------------------- | ----------------------------------------------------------------------------------------------- |
|       | Erignathus barbatus barbatu (Erxleben 1777) – Phoque barbu de l'Est  | Circumpolaire, du centre de l'Arctique du Canada à l'est du Groenland et du centre de l'Eurasie |
|       | Erignathus barbatus nauticus (Pallas 1811) – Phoque barbu de l'Ouest | Circumpolaire, de la mer des Laptev à l'est du centre de l'Arctique canadien                    |

## Écologie et comportement

### Alimentation
Cette espèce plonge jusqu'à 200 m de profondeur pour se nourrir, elle a une alimentation benthique. Elle se nourrit principalement de mollusques et de crustacés, ainsi que de poissons comme Arctogadus glacialis et Hippoglossoides platessoides.

### Reproduction
La saison de reproduction a lieu entre mars et juin. La femelle met bas au printemps et donne naissance à un seul petit après une période de gestation de 11 mois. 
Au Svalbard, les phoques barbus atteignent leur maturité sexuelle à 5 ou 6 ans.